# Факкинетти, Чезаре
Чезаре Факкинетти (итал. Cesare Facchinetti; 17 сентября 1608, Болонья — 30 января 1683, Рим) — итальянский кардинал и папский дипломат. Титулярный архиепископ Дамиаты с 5 сентября 1639 по 18 мая 1643. Апостольский нунций в Испании с 6 сентября 1639 по 18 мая 1643. Епископ Сенигаллии с 18 мая 1643 по 2 августа 1655. Епископ Сполето с 18 мая 1643 по 14 ноября 1672. Префект Священной Конгрегации обрядов с января 1679 по 30 января 1680. Секретарь Верховной Священной Конгрегации Римской и Вселенской Инквизиции с 1679 по 30 января 1683. Вице-декан Священной Коллегии кардиналов с 6 февраля 1679 по 8 января 1680. Декан Священной Коллегии кардиналов с 8 января 1680 по 30 января 1683. Кардинал-священник с 13 июля 1643, с титулом церкви Санти-Куаттро-Коронати с 31 августа 1643 по 24 августа 1671. Кардинал-священник с титулом церкви Сан-Лоренцо-ин-Лучина с 24 августа 1671 по 14 ноября 1672. Кардинал-протопресвитер с 24 августа 1671 по 14 ноября 1672. Кардинал-епископ Палестрина с 14 ноября 1672 по 6 февраля 1679. Кардинал-епископ Порто-Санта Руфина с 6 февраля 1679 по 8 января 1680. Кардинал-епископ Остии и Веллетри с 8 января 1680.

## Биография
Сын Людовико Факкинетти, 2-го маркиза Вианино, сенатора Болоньи, посла Болоньи к Святому Престолу и Виоланте да Корреджо, графини Коэнцо. Его двоюродным прадедом был Джованни Антонио Факкинетти де Нуче, в 1591 году ставший Папой Римским под именем Иннокентий IX.
В 1632 году прибыл в Рим и стал служить референдарием при Верховном трибунале апостольской сигнатуры. В мае 1639 года Папа Римский Урбан VIII отправил его с дипломатической миссией в Испанию, где он должен был работать над созданием объединённой христианской лиги для борьбы с турками. В том же году он был назначен нунцием в Испании и титулярным архиепископом Дамиетты. В 1642 году он был отозван в Рим, где стал секретарём Конгрегации епископов и религиозных организаций, а в 1643 году был назначен архиепископом Сенигаллия.
13 июля 1643 года Папой Урбаном VIII возведён в сан кардинала-священника базилики Санти-Куаттро-Коронати в Риме.
Пользовался авторитетом у других членов коллегии кардиналов и считался папабильным претендентом на место будущего главы Ватикана.
Благодаря его популярности многие члены семьи Факкинетти были назначены на различные высокие военные и административные должности. Его брат, к примеру, при Иннокентии X
был назначен коммандером милицейского ополчения во время войны Герцогства Кастро.
В 1655 году переведен в епархию Сполето. В 1671 году — кардинал-священник Сан-Лоренцо-ин-Лучина. В 1672 году — кардинал-епископ Палестрины, а в 1679 году — кардинал-епископ субурбикарной епархии Порто-Санта Руфина.
После смерти кардинала Франческо Барберини он стал Деканом Коллегии кардиналов (1680—1683), поручено управление Апостольской канцелярией и римской инквизицией.
С 6 февраля 1679 года по 8 января 1680 года занимал епархию Остии и Веллетри.
Факкинетти между 1644 и 1676 годами участвовал во всех папских конклавах, включая 1644, 1655, 1667, 1669—1670 и 1676 гг.
Умер от почечнокаменной болезни в возрасте 74 лет. Похоронен в часовне Святой Терезы в церкви Святой Марии делла Скала в Риме.